# وزغ گلماسه
وزغ گلماسه (نام علمی: Atelopus limosus) نام یک گونه از سرده وزغ‌های جلف است. این گونه بوم‌زاد کشور پاناما است. محل زندگی قورباغه گلماسه کناره‌های رودخانه چاگریس است. این گونه در سیاهه قرمز IUCN از گونه‌های به‌طور بحرانی در معرض خطر قرار دارد. جثه نر از جثه ماده کوچکتر است.